# تشارلز تود
تشارلز تود (بالإنجليزية: Charles Todd)‏ هو شخصية أعمال نيوزيلندي، ولد في 28 مايو 1868 في Peebles ‏ في المملكة المتحدة، وتوفي في 21 أغسطس 1942 في ويلينغتون في نيوزيلندا.